# Nehren (Rhénanie-Palatinat)
Pour l’article homonyme, voir Nehren (Bade-Wurtemberg).
Nehren est une municipalité allemande située dans le land de Rhénanie-Palatinat et l'arrondissement de Cochem-Zell.